# Lepisosteus oculatus
Lepisosteus oculatus is een straalvinnige vissensoort uit de familie van de kaaimansnoeken (Lepisosteidae). De wetenschappelijke naam van de soort is voor het eerst geldig gepubliceerd in 1864 door Winchell.